# Hartmann Pistoris

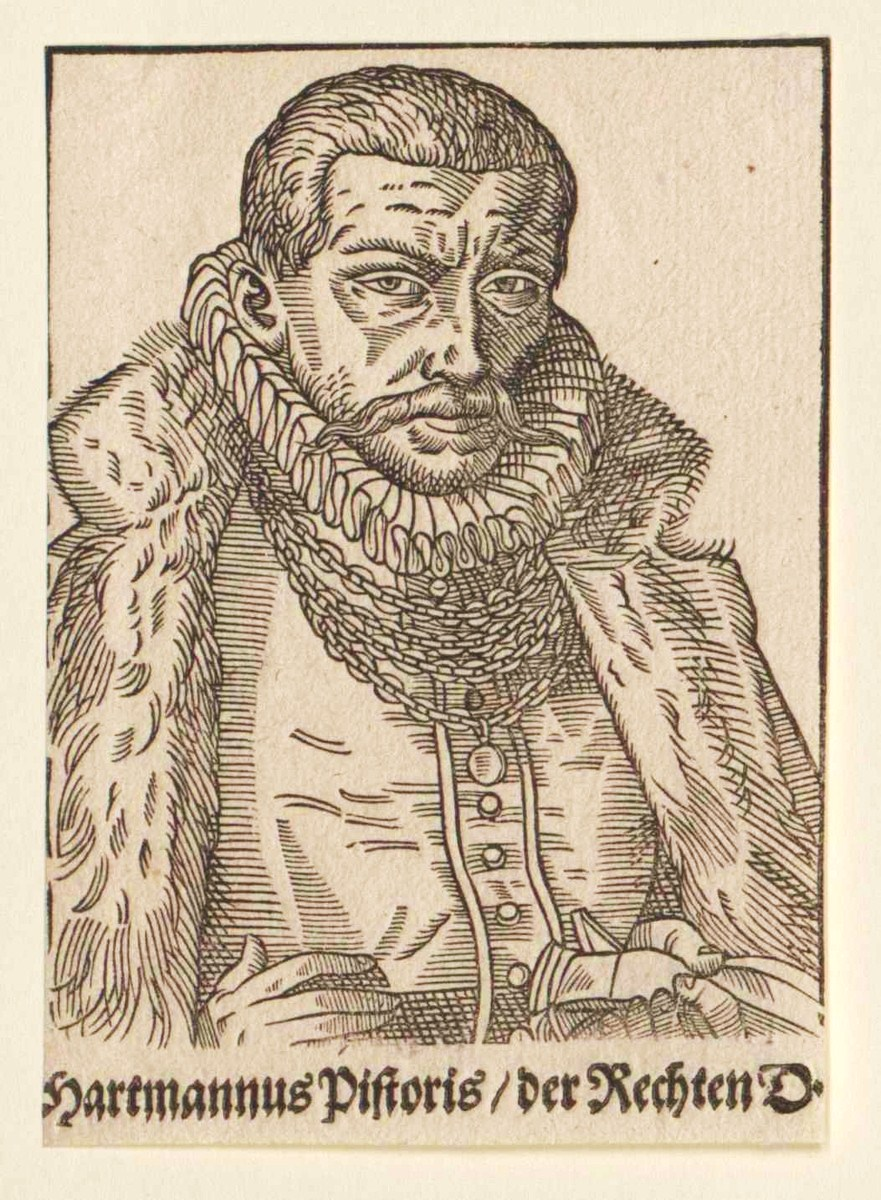
Hartmann Pistoris

Hartmann Pistoris von Seußlitz und Hirschstein (* 22. Januar 1543 in Leipzig; † 1. März 1603 ebenda) war ein deutscher Rechtswissenschaftler und Geheimer Rat der sächsischen Kurfürsten.

## Leben und Wirken
Wie sein Vater Simon Pistoris der Jüngere begann Hartmann sein Studium der Rechtswissenschaften zunächst an der Universität Leipzig unter der Leitung seines Vaters und seines älteren Halbbruders Modestinus Pistoris von Seußlitz, bevor er ebenfalls einige Studienjahre an italienischen Hochschulen einschob. Nach seiner Rückkehr aus Italien wurde er relativ schnell zum Assessor des Oberhofgerichts und 1574 zum Beisitzer des Schöffenstuhls ernannt. Zwei Jahre später folgte er dem Ruf des Kurfürsten August von Sachsen und wurde zum Mitglied des Hofratskollegiums bestimmt sowie zum Geheimen Rat befördert. Dieses Amt bekleidete er bis zum Tode des Kurfürsten. Anschließend zog er sich auf seinen Landsitz Schloss Seußlitz zurück, um weitere Ländereien und Besitztümer zu erwerben wie beispielsweise das benachbarte Gut und Schloss Hirschstein.
Von hier aus organisierte er 18 Jahre lang seine Geschäfte. Er beriet die jeweils amtierenden kurfürstlichen sächsischen Regierungen, nahm immer wieder seine Funktion im Appellationsgericht wahr und erstellte zahlreiche Gutachten für heimische und fremde Fürsten. Hier entstand eines seiner Hauptwerke, die Questiones juris tam Romani, quam Saxonici, die ihm den Ruf eines sächsischen Papinian einbrachte. Dieses Werk wurde immer wieder vervollständigt und aktualisiert und mit einem Vorwort versehen von Matthias Wesenbeck sowie später von seinem Sohn Simon Urich beim Leipziger Buchhändler Henning Große mehrfach neu aufgelegt.
Ein weiteres Hauptwerk hatte Pistoris im Auftrag des Kammergerichtsassessors Joachim Mynsinger von Frundeck verfasst, und zwar den Entwurf einer vollständigen Prozessordnung mit 72 Titeln, die unter anderem die Appellationsordnung des Herzog Christian I. von Sachsen enthielt und in welches nachträglich noch die Prozess- und Gerichtsordnung des Herzogs Johann Georg I. von Sachsen aufgenommen worden war. Vor allem auf Grund dieser Werke galt Pistoris als einer der bedeutendsten Juristen seiner Zeit.

## Familie
Hartmann Pistoris von Seußlitz war ein Sohn von Simon Pistoris dem Jüngeren von Seußlitz aus dessen dritter Ehe mit Dorothea von Ziegler und Kliphausen (* 1502). Hartmann war verheiratet mit Barbara (1545–1628), eine Tochter des Ulrich von Mordeisen, mit der er mehrere Kinder hatte, von denen einer der Söhne Simon Ulrich Pistoris von Seußlitz die juristischen Traditionen der Familie fortführte. Sein Enkel Johann Ernst Pistoris brachte es zum Oberhofrichter und kurfürstlichen Diplomaten und war einer der Prinzipalgesandten bei den Verhandlungen zum Westfälischen Frieden.